# Saint-Priest-sous-Aixe
Saint-Priest-sous-Aixe is een gemeente in het Franse departement Haute-Vienne (regio Nouvelle-Aquitaine) en telt 1473 inwoners (1999). De plaats maakt deel uit van het arrondissement Limoges.

## Geografie
De oppervlakte van Saint-Priest-sous-Aixe bedraagt 23,2 km², de bevolkingsdichtheid is 63,5 inwoners per km².
De onderstaande kaart toont de ligging van Saint-Priest-sous-Aixe met de belangrijkste infrastructuur en aangrenzende gemeenten.

## Demografie
Onderstaande figuur toont het verloop van het inwonertal (bron: INSEE-tellingen).